# 善光寺温泉駅
善光寺温泉駅（ぜんこうじおんせんえき）は、かつて長野県長野市広瀬に存在した善光寺白馬電鉄の駅（廃駅）である。同線の廃止に伴い廃駅となった。
1936年（昭和11年）11月22日の善光寺白馬電鉄開通時に仮設の終着駅として善光寺温泉東口駅（ぜんこうじおんせんひがしぐちえき）が開業。その後正式な終着駅として開業したのが当駅である。

## 歴史
- 1936年（昭和11年）
  - 11月22日：南長野 - 善光寺温泉東口間開通により善光寺温泉東口駅開業。
  - 12月26日：善光寺温泉東口 - 当駅間の開通により当駅が開業、同時に善光寺温泉東口駅廃止。
- 1942年（昭和17年）12月17日：当駅 - 裾花口間の開通に伴い、中間駅となる。
- 1944年（昭和19年）1月10日：善光寺白馬電鉄の休線により休止。
- 1969年（昭和44年）7月9日：善光寺白馬電鉄の廃線により廃止。

## 駅周辺
駅は山間にあり、跡地付近には民家が少し建っている。当駅跡付近には湯の瀬ダムがあり、湯の瀬いとおしき発電所の建設が進められている（2024年時点）。国道406号は裾花川の対岸を通るが、付近には橋が架けられていない。駅名にある善光寺は当駅跡から東へ約5km離れている。
- 裾花川
- 湯の瀬ダム
  - 湯の瀬いとおしき発電所（建設中）
- 国道406号 - 対岸を通る国道。

## 善光寺温泉
駅名となった善光寺温泉は1995年7月に起こった県北部豪雨災害により一部土砂崩れで被災したものの、1998年9月まで存在していた。石川達三著『暗い嘆きの谷』の舞台であり、一時期は竹村健一が経営していた。
戦時中には当旅館まで貞明皇后を護送し、付近にある同鉄道のトンネルを武器庫などとして使用する計画があった。

## 隣の駅
善光寺白馬電鉄
茂菅駅 - 善光寺温泉駅 - 裾花口駅